# إميل شيل
إميل شيل (بالدنماركية: Emil Scheel)‏ هو لاعب كرة قدم دنماركي في مركز الوسط، ولد في 18 مارس 1990 في هليرب ‏ في الدنمارك. لعب مع آرهوس جمناستيك فورينينغ ونادي سيلكيبورج.